# إد ريد
إد ريد (بالإنجليزية: Ed Reed) هو لاعب كرة قدم أمريكية أمريكي، ولد في 11 سبتمبر 1978 في سانت روز في الولايات المتحدة.

## وصلات خارجية
- إد ريد على موقع إي إس بي إن.كوم (أن.أف.أل)3
- إد ريد على موقع مرجع كرة القدم المحترفة.كوم (الإنجليزية)
- إد ريد على موقع قاعة لويزيانا للمشاهير الرياضية (الإنجليزية)
- إد ريد على موقع IMDb (الإنجليزية)
- إد ريد على موقع إن إن دي بي (الإنجليزية)